# Documento fittizio
Nella narrativa, e nelle opere di fantasia, un documento fittizio è un espediente che cerca di creare nel lettore (o spettatore, pubblico ecc.) un senso di autenticità al di là della normale e prevista sospensione dell'incredulità. In altre parole, esso serve a far pensare al pubblico che ciò che viene presentato sia in realtà un fatto reale. Ciò non deve essere confuso con un falso documentario, cioè un film fittizio dichiaratamente presentato sotto forma di documentario.

## Espediente narrativo
In pratica, l'espediente narrativo assume una forma molto semplice: l'opera d'arte (sia esso un testo, un'immagine in movimento, un fumetto o altro) di solito è composta o incorpora alcuni pezzi falsi. L'effetto del documento fittizio si può ottenere in molti modi: si possono dunque creare rapporti di polizia, articoli di giornale, riferimenti bibliografici e metraggi di documentari falsi. L'effetto può essere esteso al di fuori dei confini del testo per mezzo di materiale aggiuntivo come distintivi, carte di identità, diari, lettere o altri oggetti.
Le implicazioni morali e legali di un'opera con documenti fittizi sono complesse e forse insolubili. Il confine tra un grande risultato artistico e una palese falsità è sottile. Talora la tecnica del documento fittizio può essere il soggetto di un'opera invece che una sua tecnica, sebbene questi due approcci non siano reciprocamente esclusivi, poiché molti testi che affrontano la falsità lo fanno sia ad un livello letterale che ad uno tematico.

## Esempi
La finzione del manoscritto ritrovato è stata utilizzata come espediente narrativo da diversi autori nella storia della letteratura: per esempio Alessandro Manzoni nei Promessi sposi, Walter Scott in Ivanhoe (un manoscritto anglonormanno), Alexandre Dumas ne I tre moschettieri (Memoria del signor conte de La Fère, riguardante parte degli avvenimenti che si svolsero in Francia verso la fine del regno di Luigi Tredicesimo e il principio del regno di Luigi XIV), Nathaniel Hawthorne ne La lettera scarlatta, Cervantes nel Don Chisciotte (il manoscritto in aljamiado di Cide Hamete Benengeli), Ludovico Ariosto nell'Orlando furioso, Giacomo Leopardi nel preambolo al Frammento apocrifo di Stratone da Lampsaco nelle Operette morali e Umberto Eco ne Il nome della rosa.